# Озбилиз, Даниэл
Даниэ́л Озбили́з (нидерл. Daniel Özbiliz; род. 29 апреля 1997) — армянский футболист, полузащитник.
Младший брат футболиста Араса Озбилиза. На профессиональном уровне провёл одну игру — 30 августа 2015 года в домашнем матче чемпионата Армении в составе ереванского «Улисса» против «Мики» (0:2) вышел на замену на 52-й минуте